# Villeneuve-le-Roi
Villeneuve-le-Roi är en kommun i departementet Val-de-Marne i regionen Île-de-France i norra Frankrike. Kommunen ligger i kantonen Villeneuve-le-Roi som tillhör arrondissementet Créteil. År 2022 hade Villeneuve-le-Roi 20 871 invånare.

## Befolkningsutveckling
Antalet invånare i kommunen Villeneuve-le-Roi
| Referens: INSEE |